# 早川大介
早川 大介（はやかわ だいすけ、1977年12月10日 - ）は、日本の小説家、SF作家。愛知県生まれ。

## 経歴
中京大学附属中京高等学校卒業。2002年、「ジャイロ!」で第45回群像新人文学賞を受賞しデビュー。2020年、十三不塔（じゅうさんふとう）名義の「ヴィンダウス・エンジン」で第8回ハヤカワSFコンテスト優秀賞を受賞。

## 作品リスト

### 単行本
- 『ジャイロ!』（初出:『群像』2002年6月号、講談社、2002年12月）ISBN 9784062116046
- 『ヴィンダウス・エンジン』（十三不塔名義）（早川書房、2020年11月）ISBN 9784150314583
- 『ラブ・アセンション』（十三不塔名義）（早川書房、2024年11月）ISBN 9784150315832
- 『13 十三不塔作品集』（anon press、2025年5月）

### アンソロジー収録作品
「」内が十三（早川）の作品
- 『2084年のSF』日本SF作家クラブ編（ハヤカワ文庫JA、2022年5月）ISBN 9784150315221 「至聖所」
- 『SFアンソロジー 新月/朧木果樹園の軌跡』井上彼方編（kaguya Books、2022年8月）ISBN 9784784541478 「火と火と火」
- 『ベストSF2022』大森望編（竹書房文庫、2022年8月）ISBN 9784801932128 「絶笑世界」
- 『日中競作唐代SFアンソロジー 長安ラッパー李白』大恵和実編（中央公論新社、2024年9月） ISBN 9784120058318 「仮名の児」

### 雑誌掲載作品
小説
- 「ジャイロ!」（『群像』2002年6月号、後に単行本化）
- 「通風口」（『群像』2003年4月号）
- 「避雷ノ手引キ」（『群像』2003年8月号）
- 「八は凶数、死して九天（前篇）」（『S-Fマガジン』2023年10月号）
- 「八は凶数、死して九天（後篇）」（『S-Fマガジン』2023年12月号）

エッセイ
- 「優秀賞『ヴィンダウス・エンジン』著者 十三不塔氏コメント」（『S-Fマガジン』2020年12月号）